# 奥莉加·库津科娃
奥莉加·谢尔盖耶夫娜·库津科娃（俄语：Ольга Сергеевна Кузенкова，1970年10月4日—），出生於俄罗斯斯摩棱斯克，是俄罗斯女子田径运动员。她曾获得2000年悉尼奥运女子链球银牌和2004年雅典奥运女子链球金牌。